# Call It What You Want (bài hát của Foster the People)
"Call It What You Want" là một ca khúc của nhóm nhạc indie pop Foster the People. Đây là đĩa đơn thứ ba trích từ album đầu tay Torches của nhóm nhạc này và được phát hành vào tháng 12 năm 2011. Ca khúc được viết bởi trưởng nhóm Mark Foster và được sản xuất bởi Paul Epworth. Nó cũng được xuất hiện trong phần nhạc của video game FIFA 12.

## Video âm nhạc
Video âm nhạc cho "Call It What You Want" được phát hành lần đầu tiên trên YouTube vào 1 tháng 11 năm 2011 với tổng độ dài là 4 phút 02 giây. Video được bắt đầu với câu: "Idle Minds are the Devil's Workshop" (tạm dịch: Sự lười biếng là nơi ở của ma quỷ). Video được đánh giá là vô cùng độc đáo và kì lạ.

## Danh sách ca khúc
| Bản album | Bản album               | Bản album  |
| STT       | Nhan đề                 | Thời lượng |
| --------- | ----------------------- | ---------- |
| 1.        | "Call It What You Want" | 4:01       |

| Tải kĩ thuật số ở Anh | Tải kĩ thuật số ở Anh                                                 | Tải kĩ thuật số ở Anh |
| STT                   | Nhan đề                                                               | Thời lượng            |
| --------------------- | --------------------------------------------------------------------- | --------------------- |
| 1.                    | "Call It What You Want" (Ocelot Remix)                                | 6:03                  |
| 2.                    | "Call It What You Want" (Andy Caldwell Remix)                         | 6:00                  |
| 3.                    | "Call It What You Want" (Planet of Sound Remix)                       | 6:26                  |
| 4.                    | "Call It What You Want" (Subsource Remix)                             | 5:09                  |
| 5.                    | "Call It What You Want" (Karmatronic Remix Club Edit)                 | 6:07                  |
| 6.                    | "Call It What You Want" (Treasure Fingers Pre-Party Remix Radio Edit) | 3:42                  |

## Xếp hạng
| Bảng xếp hạng (2011–12)           | Vị trí cao nhất |
| --------------------------------- | --------------- |
| Úc (ARIA)                         | 39              |
| Bỉ (Ultratip Flanders)            | 16              |
| Bỉ (Ultratip Wallonia)            | 14              |
| Anh (The Official Charts Company) | 139             |

| Quốc gia | Chứng nhận |
| -------- | ---------- |
| Úc       | Vàng       |

## Lịch sử phát hành
| Ngày                | Định dạng       | Hãng đĩa | Quốc gia |
| ------------------- | --------------- | -------- | -------- |
| 2 tháng 12 năm 2011 | Tải kĩ thuật số | Columbia | Anh      |
| 20 tháng 4 năm 2012 | Tải kĩ thuật số | Columbia | Đức      |